# Jean-Éric Vergne
Jean-Éric Vergne (25 d'abril de 1990, Pontoise, França) és un pilot de curses automobilístiques francès. Actualment (any 2014) competeix a la Temporada 2014 de Fórmula 1 amb l'escuderia Toro Rosso.

## Trajectòria
Kàrting
Vergne va començar la seua carrera professional en el karting en 2001, i tres anys més tard'es va convertir en subcampió en el campionat de França Rotax Max. El 2005, va acabar en segona posició del Campionat, en la classe ICA Europea. A l'any següent va aconseguir el punt culminant de la seva carrera de kàrting, acabant setè a la Premier Fórmula A del Campionat del Món.
Fórmula Renault 1.6 i 2.0
El 2007, Vergne es traslladà cap a les carreres de monoplaces, participant en la França de Fórmula Renault Campus on va guanyar còmodament en el primer intent, aconseguint 10 podis de tretze possibles. Vergne es va convertir en membre de la famosa Red'Bull Junior Team i de la Federació Francesa de l'Esport Automobilístic (FFSA), a la conclusió de la temporada 2007.
La temporada següent, Vergne competí en l'Eurocup Formula Renault 2.0 i en la Fórmula Renault 2.0 WEST European Cup amb SG Formula. Va acabar sisè en l'Eurocopa, obtenint 58 punts en catorze carreres, incloent el podi en l'última carrera de la temporada a Barcelona. A la Copa d'Europa Occidental, que va ocupar el quart lloc en el campionat, anotant tres podis. També va guanyar el francès de Fórmula Renault 2.0, títol que va ser atorgat a la millor pilot francès en la classificació de la Copa d'Europa occidental.
Per a l'any 2009, Vergne es va mantenir en els dos campionats amb SG Formula. Va acabar segon, per darrere del pilot espanyol Albert Costa, a l'Eurocup i també va acabar en segon lloc en el WEC.
Fórmula 3
El 2010 es va veure a Vergne passar a la Fórmula 3 Britànica, amb Carlin Motorsport. Va aconseguir 12 victòries en les primeres 24 carreres, incloent tres victòries, de tres possible, a la ronda de Spa-Francorchamps. Això va ser suficient per donar-li el títol a falta de sis carreres perquè acabés el campionat. Va ser el tercer any consecutiu que un conductor de la Red Bull Junior Team havia guanyat el títol amb l'equip Carlin.
Fórmula Renault 3.5
Juntament amb la participació en la Fórmula 3, Vergne també competí la Fórmula Renault 3.5 Series amb SG Formula.
Al juliol de 2010, es va anunciar que substituiria Brendon Hartley en Tech 1 Racing per a les tres últimes proves de la temporada, després que el neozelandès va ser acomiadat del Red'Bull Junior Team.
El 2011 disputà tota la temporada amb Carlin Motorsport, en la qual finalitza 2n en el campionat a 9 punts del seu company d'escuderia i campió Robert Wickens.
Fórmula 1
Vergne va tenir la seua primera oportunitat en un cotxe de Fórmula 1 al Goodwood'Festival of Speed, el juliol de 2010, amb la conducció d'un Red'Bull Racing RB5. Al setembre de 2010, es va anunciar que anava a conduir per Toro Rosso en el test de post-temporada que se celebrarà al Circuit Yas Marina, a novembre. Igualment, va provar el monoplaça de l'escuderia italiana en els entrenaments lliures de Corea, Brasil i Abu Dhabi.
El 14 de desembre de 2011 s'anuncià oficialment que Vergne serà pilot titular de Toro Rosso en 2012. Malgrat la seva inexperiència, aconsegueix els seus primers punts en la segona carrera, en el Gran Premi de Malàisia, en finalitzar en la posició vuitena. Un error estratègic de la seua escuderia a Mònaco el va privar d'acabar novament en el top ten. No va tornar a puntuar fins al GP de Bèlgica, ja que el Toro Rosso era el 4t pitjor monoplaça de la graella. Una altra sòlida carrera (8è a Corea) va ser el preludi de la seua renovació amb l'escuderia de Faenza. Finalment, va acabar la temporada aconseguint altra 8a plaça a Brasil, sumant més punts que el seu company (més experimentat) d'equip.
Vergne aconseguí el seu primer punt del 2013 acabant 10è al GP de Malàisia. Després de tres carreres sense fortuna, al GP de Mònaco aconsegueix acabar en 8a posició, i al Canadà completa una gran actuació amb el seu millor resultat en la màxima categoria (6è). Però de nou el francès es veu assolat per problemes mecànics a Silverstone i Nürburgring. Després de concloure dues proves en 12a posició, novament torna l'infortuni en forma d'avaria, que impedeix a Vergne tornar als punts. El 21 d'octubre, Vergne és confirmat per tercer any a Toro Rosso.

## Palmarès
- 2007: Campió de França de Fórmula Renault Campus (6 victòries)
- 2009: Subcampió d'Europa de Fórmula Renault 2.0 (4 victòries)
- 2010: Campió de Gran Bretanya de Fórmula 3 (13 victòries)
- 2011: Subcampió de les World'Series by Renault 3.5 (5 victòries)

## Resultats

### Resultats en les carreres
| Any  | Séries                      | Escuderia         | Carreres | Victòries | Poles | V.Ràpides | Podis | Punts | Posició |
| ---- | --------------------------- | ----------------- | -------- | --------- | ----- | --------- | ----- | ----- | ------- |
| 2007 | Fórmula Campus Renault      | Formule Campus    | 13       | 6         | 5     | ?         | 10    | 189   | 1º      |
| 2008 | Fórmula Renault 2.0 Eurocup | SG Formula        | 14       | 0         | 0     | 0         | 1     | 58    | 6º      |
| 2008 | Fórmula Renault 2.0 WEC     | SG Formula        | 15       | 0         | 0     | 0         | 3     | 95    | 4º      |
| 2009 | Fórmula Renault 2.0 Eurocup | SG Formula        | 14       | 4         | 5     | 2         | 9     | 128   | 2º      |
| 2009 | Fórmula Renault 2.0 WEC     | SG Formula        | 14       | 3         | 2     | 0         | 10    | 143   | 2º      |
| 2010 | Fórmula 3 Britànica         | Carlin            | 30       | 13        | 11    | 13        | 20    | 392   | 1º      |
| 2010 | Masters de Fórmula 3        | Carlin            | 1        | 0         | 0     | 1         | 0     | N/A   | 4º      |
| 2010 | GP3 Series                  | Tech 1 Racing     | 4        | 0         | 0     | 0         | 0     | 9     | 17º     |
| 2010 | Fórmula Renault 3.5         | Tech 1 Racing     | 4        | 1         | 0     | 0         | 1     | 31    | 13º     |
| 2011 | Fórmula Renault 3.5         | Carlin Motorsport | 17       | 5         | 4     | 1         | 9     | 232   | 2º      |
| 2012 | Formula 1                   | Toro Rosso        | 16       | 0         | 0     | 0         | 0     | 12    | 17º     |

- * Temporada en progrés

### Resultats en Fórmula 1
| Any  | Escuderia          | 1      | 2      | 3      | 4       | 5       | 6      | 7      | 8       | 9       | 10     | 11     | 12      | 13      | 14      | 15                               | 16                               | 17     | 18     | 19      | 20    | Posició | Punts |
| ---- | ------------------ | ------ | ------ | ------ | ------- | ------- | ------ | ------ | ------- | ------- | ------ | ------ | ------- | ------- | ------- | -------------------------------- | -------------------------------- | ------ | ------ | ------- | ----- | ------- | ----- |
| 2011 | Toro Rosso-Ferrari | AUS    | MYS    | CHN    | TUR     | ESP     | MON    | CAN    | EUR     | GBR     | GER    | HUN    | BEL     | ITA     | SIN     | JPN \|bgcolor="#F0F8FF"\| RCO TD | IND \|bgcolor="#F0F8FF"\| ABU TD | BRA TD |        | -       | -     |         |       |
| 2012 | Toro Rosso-Ferrari | AUS 11 | MYS 8  | CHN 16 | BAH 14  | ESP 12  | MON 12 | CAN 15 | EUR Ret | GBR 14  | GER 14 | HUN 16 | BEL 8   | ITA Ret | SIN Ret | JPN 13                           | RCO 8                            | IND 15 | ABU 12 | USA Ret | BRA 8 | 17º     | 16    |
| 2013 | Toro Rosso-Ferrari | AUS 12 | MYS 10 | CHN 12 | BAH Ret | ESP Ret | MON 8  | CAN 6  | GBR Ret | ALE Ret | HUN 12 | BEL 12 | ITA Ret | SIN 14  | RCO 18† | JPN 12                           | IND 13                           | ABU 17 | USA 12 | BRA 15  |       | 15º     | 13    |